# 1313
سنة 1313 كانت سنة بسيطة تبدأ يوم الإثنين (الرابط يظهر نموذج التقويم الكامل للسنة) من التقويم اليولياني.

## أحداث
- تأسيس مدينة شفينتوخوفيتسه وتقع حاليا في بولندا.

## مواليد
- لسان الدين بن الخطيب

## وفيات
- آن من بوهيميا (1290–1313) ملكة بوهيميا القرينة
- جان يموان
- كونستانس من البرتغال
- هنري السابع (إمبراطور روماني مقدس)